# Laricitrin

Strukturformel för laricitrin.

Laricitrin (3,4',5, 5',7-pentahydroxi-3'-metoxiflavon eller IUPAC 3,5,7-trihydroxi-2-(4,5-dihydroxi-3-metoxifenyl)kromen-4-on) är en flavonol (en klass av flavonoider). 
Laricitrin förekommer hos många växter, exempelvis i skalet hos röda vindruvor (men inte i vita). Laricitrin är en antioxidant och har visats ha cancerförebyggande effekt.
Biosyntesen av laricitrin sker genom metylering av myricetin, och laricitrin bildar i sin tur substrat vid biosyntesen av syringetin (genom ännu en metylering). Laricitrin förekommer främst som glykosider.
Namnet kommer från lärkträdssläktets vetenskapliga namn, Larix, eftersom laricitringlykosider först påträffades i sibirisk lärk, L. sibirica 1974.